# 1776 (영화)
《1776》는 미국에서 제작된 피터 H. 헌트 감독의 1972년 영화이다. 윌리엄 다니엘스 등이 주연으로 출연하였고 잭 L. 워너 등이 제작에 참여하였다.

## 출연

### 주연
- 윌리엄 다니엘스
- 하워드 다 실바
- 켄 하워드

### 조연
- 도널드 매든
- 존 컬럼
- 로이 풀
- 데이비드 포드
- 론 홀게이트
- 레이 미들톤
- 윌리엄 한슨
- 블리드 대너
- 버지니아 베스토프

## 뮤지컬 번호와 사운드트랙
1. Overture
2. "Sit Down, John" – Adams, Congress
3. "Piddle, Twiddle and Resolve" – Adams
4. "Till Then" – Adams, Abigail
5. "The Lees of Old Virginia" – Lee, Franklin, Adams
6. "But, Mr. Adams" – Adams, Franklin, Jefferson, Sherman, Livingston
7. "Yours, Yours, Yours" – John, Abigail
8. "He Plays the Violin" – Martha Jefferson, Franklin, Adams
9. "Cool, Cool, Considerate Men" – Dickinson, The Conservatives
10. "Mama Look Sharp" – Courier, McNair, Leather Apron
11. "The Egg" – Franklin, Adams, Jefferson
12. "Molasses to Rum" – Rutledge
13. "Compliments" – Adams, Abigail
14. "Is Anybody There?" – Adams
15. Finale

## 기타
- 원작자: 피터 스톤
- 미술: 조지 젠킨스
- 세트: 조지 제임스 홉킨스

## 같이 보기
- 미국 건국의 아버지